# Hildegard Mathies
Hildegard Mathies (* 1969) ist eine deutsche Journalistin und war von 2009 bis 2012 Vorsitzende der Gesellschaft Katholischer Publizisten Deutschlands (GKP), bis 2013 war sie als Vertreterin der GKP gewähltes Mitglied des Zentralkomitee der deutschen Katholiken (ZdK).

## Leben
Mathies studierte Germanistik und Amerikanistik in Bochum. Zu ihren ersten journalistischen Erfahrungen gehört die Mitarbeit bei einem lokalen Pfarrbrief. Später nahm sie an einem Regionalprojekt des RuhrWorts teil und lernte dort bei Christian Frevel. Außerdem arbeitete sie als freie Journalistin für die Beilagenredaktion der WAZ-Gruppe und bei foto-present. 1996 volontierte sie bei der Hildesheimer KirchenZeitung und wurde dort 1998 Redakteurin. 2003 wurde sie Stellvertretende Redaktionsleiterin. Von 2006 bis 2012 war sie Chefredakteurin des katholischen Magazins kontinente. Seit 1993 ist Mathies Mitglied der Gesellschaft Katholischer Publizisten Deutschlands, seit 2003 Mitglied des Vorstandes und war von 2009 bis 2012 Vorsitzende.
Aus beruflichen, familiären und persönlichen Gründen hat sie am 31. Dezember 2012 ihren Rücktritt als GKP-Vorsitzende erklärt.